# ОШ „Светислав Голубовић Митраљета” Земун
ОШ „Светислав Голубовић Митраљета” једна је од основних школа у Београду. Налази се у улици Далматинске загоре 94, у општини  Земун.

## Историјат
Школа је основана на седници Скупштини општине Земун 20. јуна 1969. године, због пораста броја становника у Батајници. Прве школске године уписан је 721 ученик, формирана су 23 одељења и једном комбиновано из насеља Економија.
Наставни кадар чинили су просветни радници из основних школа „Бошко Палковљевић Пинки” и „Бранко Радичевић”. Први просветни радници били су Павлица Даница, Секуловић Споменка, Стаменовић Ружица, Ковачевић Даница, Ђуричић Будимир, Галић-Диаз Марија, Степановић-Дуран Љубица, Вучковић Нада, Ранковић Вукосава, Влашић Љубица и Петковић Мирослава. У предметној настави:  Вуковић Милован (наст. математике), Петровић Нада (наст. физике), Савић Радованка (наст. биологије, хемије), Марјановић Славко (наст. географије), Карановић Јелица (наст. историје), Титовић Злата (наст. руског јез.), Вукобрат Миле и Перишић Драгослав (наст. физичког васп.), Црногорац Рајка и Стевановић Невенка (наст. српског језика), Савић Олга (наст. биологије и хемије), а убрзо су им се придужиле нове колеге -  Степанов Бранислав (наст. српског језика), Милошевић Марија (наст. енглеског језика), Ранковић Снежана (наст. ликовне културе), Перић Слободан (наст. математике), Белановић Љиљана (наст. музичке културе), Ристић Јорданка и Толимир Милош (наст. општетехничког образовања).
Прва седница наставног већа ОШ „Светислав Голубовић Митраљета” одржана је у згради основне школе „Бошко Палковљевић Пинки”, гд еје договорено да ученици од 1. до 4. разреда похађају наставу у тој школи од 12 до 15 часова, а старији ученици у основној школи „Бранко Радичевић” од 15 до 19 часова, до преласка у новоизграђену школу.
У нову школску зграду, усељење је извршено 6. децембра 1969. године. Први школски директор био је Петровић Радослав, који је изабран на седници одржаној 19. априла 1970. године, када је договорено да се као Дан школе обележава 9. мај, Дан победе над фашизмом. Други школски директор био је Милош Коџо (1. октобар 1979 — 9. октобар 1988), Драган Комненић (29. јун 1989 — 21. мај 2001), а од 21. маја 2001. године директор школе је Стево Јањанин.
Школа је добила име по Светиславу Голубовићу Митраљети, учеснику Народноослободилачке борбе.
Ваннаставне активности школе укључују секције као што су драмска, рецитаторска, новинарска, литератна, ликовна, еколошка, спортске секције, фолклор и друге.
Школа је током 2022. и 2023. била у поступку обнављања, па су њени ученици били распоређени у друге школе. Mлађи разреди су били распоређени у ОШ „Бранко Радичевић” у Батајници, а старији у ОШ „Илија Бирчанин” у Земун Пољу. У реконструисаној згради школе ученици су наставили школовање од школске 2023 / 2024. године.